# Jimmy Reese
James William Reese, detto Jimmy (Cumberland, 4 luglio 1923 – 12 ottobre 2010), è stato un cestista statunitense.

## Carriera
Dopo la carriera universitaria con la University of Wyoming, con cui vinse un titolo NCAA nel 1943, giocò nella AAU con i Denver Chevrolets.
Con gli Stati Uniti ha disputato il Campionato del mondo del 1950, vincendo la medaglia d'argento.

## Palmarès
- Campione NCAA (1943)